# Favara (Hiszpania)
Favara – gmina w Hiszpanii, w prowincji Walencja, we wspólnocie autonomicznej Walencja, o powierzchni 9,45 km². W 2011 roku liczyła 2456 mieszkańców.